# Teodoro de Neuhoff
Teodoro de Neuhoff, nacido Theodor Freiherr von Stephan Neuhoff y conocido como Theodor von Neuhoff (Colonia, 25 de agosto de 1694 - Londres, 11 de diciembre de 1756), fue durante unos siete meses del año 1736 rey de Córcega, por lo que se le conoce también como Teodoro I de Córcega. 

## Biografía
Hijo de un militar alemán, Leopold von Neuhoff, y una burguesa francesa, Amélie, nació en la ciudad de Colonia (Alemania). Su ingenio despierto y su dominio del francés, el alemán y el italiano le permitieron entrar al servicio de diversos personajes influyentes desde muy joven. Primero sirvió a la Duquesa de Orleáns, luego pasó a ser espía de la corte francesa en Londres, donde trabajó para el embajador de Suecia, y cuando este cayó en desgracia se incorporó al séquito del cardenal Alberoni, en Madrid. Con su nuevo señor consiguió una desahogada situación económica, pero una vida de lujo y un desafortunado matrimonio con una mujer aún más pródiga que él le llevaron a la ruina y le obligaron a huir de España acosado por sus acreedores.
Pasó varios años huyendo de una ciudad a otra: París, La Haya, Londres, Roma, Túnez, y haciendo de todo para ganarse la vida, desde el robo a la venta de baratijas o la práctica de la medicina.
En su deambular llegó a Génova, donde en esos momentos se estaba negociando la paz con los rebeldes corsos. Córcega se había rebelado en 1729 contra el dominio genovés, que explotaba los recursos de la isla como si se tratase de una colonia, impidiendo el acceso de los corsos al poder tanto político como económico. 
En 1732, la mediación del Imperio había conseguido la firma de un tratado de paz por el que los rebeldes deponían las armas a cambio de una amnistía y una serie de cambios en la administración genovesa de la isla. Neuhoff hizo amistad con algunos de los líderes rebeldes llegados a Génova para firmar la paz, y se sintió particularmente indignado cuando, tan pronto como los insurrectos entregaron las armas, el Senado genovés se negó a ratificar los acuerdos e hizo detener a los emisarios corsos. 
Neuhoff asumió la defensa de sus nuevos amigos y escribió al Emperador denunciando la traición genovesa. Al mismo tiempo, y por otro conducto, también el comandante de las tropas imperiales enviadas a la isla en apoyo de Génova protestó ante su soberano por estos hechos, y sin duda fue esta intervención la que resultó decisiva para la liberación de los prisioneros, pero Théodore se las arregló para destacar su papel en el asunto, de modo que los corsos le consideraron un personaje influyente y un importante apoyo para su causa.
En 1734, la rebelión se extendió por toda la isla, hasta el punto de que los genoveses sólo consiguieron mantener el control de algunos de los puertos principales. Los corsos decidieron proclamarse independientes y dotarse un rey, para lo cual ofrecieron la corona al Rey de España, pero este prefirió no involucrarse en el conflicto. 
En 1736, los rebeldes tomaron el importante puerto de Aleria, y poco después arribó al mismo un barco inglés del que descendió un personaje ataviado con una larga túnica escarlata y una gran peluca empolvada, trayendo consigo cañones, fusiles y dinero para la rebelión. Se trataba de Théodore de Neuhoff, quien fue recibido con grandes honores y a quien inmediatamente se concedió el título de Virrey de Córcega.
Antes de dirigirse a la isla, Neuhoff había realizado una gira por Portugal, Toscana y Sicilia en busca de apoyos para los corsos. En sus travesías, fue hecho prisionero por los piratas berberiscos, pero no se sabe cómo, no solo consiguió que lo liberaran, sino que convenció al bey de Túnez y al cónsul inglés de que lo apoyaran, y parece que incluso llegó a ofrecer una alianza al mismísimo Sultán Otomano.
Los corsos acogieron con entusiasmo a su benefactor y se enrolaron en masa en sus filas. Y, como es lógico, decidieron convertirlo en su rey. El 15 de abril de 1736 tuvo lugar la coronación de Neuhoff como Teodoro I de Córcega, aunque al haber interceptado los genoveses el barco que traía desde Italia una corona de oro, el nuevo monarca ciñó sus sienes con una sencilla corona de laurel, al estilo de los césares.
Dotado de un líder, y reforzado con corsarios y mercenarios de diversa procedencia, el incipiente ejército corso consiguió nuevos éxitos militares, hasta estar a punto de conseguir la total liberación de la isla.
Imbuido de espíritu ilustrado, el rey decidió compartir su poder con una asamblea, y decretó la libertad de culto. Todos los recursos de la isla pasaron de manos genovesas a corsas, y el nuevo estado comenzó a emitir unas monedas que, aunque de escaso valor, fueron muy apreciadas por los coleccionistas desde el primer momento. Para honrar a sus fieles, Teodoro I instituyó la Orden de la Liberación.
Sólo una cosa faltaba a la corte: una capital. El rey se veía obligado a viajar constantemente por la isla, sin poder establecerse en ninguna sede permanente, ya que los diversos clanes eran demasiado celosos de su propia independencia y desconfiaban unos de otros, por lo que la presencia física del monarca era el único elemento que garantizaba la unidad nacional.
Pero llegó un momento en que el dinero y las armas que trajo consigo Neuhoff se agotaron, y la prometida ayuda exterior no acababa de llegar. Por ello, el rey decidió embarcarse, en noviembre de 1736, de incógnito para emprender una gira diplomática por las cortes europeas. Recorrió Florencia, Turín, Roma y París, sin encontrar respuesta; en la capital francesa incluso sufrió un atentado, no se sabe si cometido por agentes genoveses o por sus antiguos acreedores. En cualquier caso, sus deudas le llevaron a la cárcel en Holanda, y sólo consiguió la libertad prometiendo a los comerciantes holandeses libre acceso al aceite corso. 
Así, volvió a su reino dos años más tarde con cuatro barcos cargados de armas y municiones, pero cuando los holandeses comprobaron que los corsos no tenían nada, ni siquiera aceite, que ofrecer a cambio, se dieron media vuelta. El rey volvió a peregrinar por Europa, e incluso solicitó sin éxito ser incluido en el congreso que puso fin en 1748 a la guerra de sucesión austriaca. Finalmente, en Londres sus acreedores volvieron a conseguir su encarcelamiento, y pasó varios años en prisión, recibiendo ocasionales visitas de nobles ingleses a los que movía la curiosidad y, en ocasiones, la simpatía hacia el desgraciado monarca.
No recobró la libertad hasta 1755, tras ceder a sus acreedores sus derechos sobre la corona de Córcega, por la que tantos desvelos había padecido. Para entonces, ya hacía casi quince años que la rebelión que lo había entronizado había sido derrotada, y una nueva rebelión, que acababa de estallar, ignoró por completo al antiguo rey.
En la pobreza absoluta murió en una posada, el 11 de diciembre de 1756, donde había sobrevivido gracias a la caridad, especialmente del poeta inglés Horace Walpole, quien dijo como epitafio: «El Destino... le concedió un reino y le negó el pan».
Su tragicómica historia despertaría curiosidad en toda Europa, hasta el punto de ser protagonista de la ópera Il re Teodoro in Venezia de Giovanni Paisiello, que había tomado el personaje del que esbozó Voltaire en su Cándido.